# Municipio Roma IX (2001-2013)
Municipio Roma IX, già "Circoscrizione IX", è stata la denominazione della nona suddivisione amministrativa di Roma Capitale, situata ad est del centro storico.
Con la delibera n.11 dell'11 marzo 2013, l'Assemblea Capitolina lo accorpa con l'ex Municipio Roma X ed istituisce il nuovo Municipio Roma VII.

## Geografia fisica

### Territorio
Il suo territorio era suddiviso in cinque Zone Urbanistiche e la sua popolazione così distribuita:
| M. Roma IX (San Giovanni) |         |
| 9a Tuscolano Nord         | 23.168  |
| 9b Tuscolano Sud          | 48.640  |
| 9c Tor Fiscale            | 2.174   |
| 9d Appio                  | 29.047  |
| 9e Latino                 | 23.542  |
| Non Localizzati           | 119     |
| Totale                    | 126.690 |

Il territorio si estendeva sui seguenti quartieri:
- Q. VII Prenestino-Labicano
- Q. VIII Tuscolano
- Q. IX Appio-Latino

## Presidenti del Municipio
| Periodo | Periodo | Primo cittadino          | Partito                   | Carica     | Note |
| ------- | ------- | ------------------------ | ------------------------- | ---------- | ---- |
| 2001    | 2006    | Maurizio Oliva           |                           | Presidente |      |
| 2006    | 2008    | Susana Ana Maria Fantino | Sinistra Ecologia Libertà | Presidente |      |
| 2008    | 2013    | Susana Ana Maria Fantino | Sinistra Ecologia Libertà | Presidente |      |

## Amministrazione

### Gemellaggi
- Hai, Distretto di Hai, Regione del Kilimanjaro,  Tanzania